# HD175362
HD175362 — хімічно пекулярна зоря спектрального класу B6, що має видиму зоряну величину в смузі V приблизно  5,4. Вона  розташована на відстані близько 425,2 світлових років від Сонця.

## Фізичні характеристики
Телескоп Гіппаркос зареєстрував фотометричну змінність  даної зорі з періодом 3,67 доби в межах від  Hmin= 5,36 до  Hmax= 5,29.

## Пекулярний хімічний склад
HD175362 належить до Хімічно пекулярних зір з пониженим вмістом гелію й в її  зоряній атмосфері спостерігається нестача He у порівнянні з його вмістом в атмосфері Сонця.

## Магнітне поле
Спектр даної зорі вказує на наявність магнітного поля у її зоряній атмосфері. Напруженість повздовжної компоненти поля оціненої з аналізу наявних ліній металів становить 3917,5± 215,9 Гаус.